# كوردوغلو خضر ريس
كوردوغلو خضر ريس (بالتركية: Kurdoğlu Hızır Reis) أمير بحر عثماني اشتهر كقائد للبعثة البحرية العثمانية إلى سومطرة في إندونيسيا (1568-1569م).

## خلفيته وأصول عائلته
كوردوغلو خضر ريس هو ابن أمير البحر العثماني كوردوغلو مصلح الدين ريس الذي كان يعرف باسم كورتوغلي (Curtogoli) في أوروبا وخاصة في إيطاليا، فرنسا و اسبانيا.
اسم كورتوغلو (Kurtoğlu) أو كوردوغلو (Kurdoğlu) يعني ابن الذئب في اللغة التركية، وهو اسم العائلة الذي ورثه أبوه مصلح الدين عن والده كورت باي (Kurt Bey) البحار التركي الذي ذهب من الأناضول إلى شمال غرب أفريقيا من أجل العمل في البحر مثل غيره من مشاهير البحر الأتراك آنذاك مثل الإخوة بربروسا: عروج بربروس ريس وخير الدين بربروس ريس.
أصبح خير الدين بربروس ريس (واسمه الحقيقي: خضر) صديقاً مقرباً من كوردوغلو مصلح الدين ريس الذي سمى ابنه على اسم صديقه خير الدين: خضر.
كثيرا ما أبحر عروج بربروس ريس، وخير الدين بربروس ريس ، وكمال ريس، وبيري ريس وكوردوغلو مصلح الدين ريس معا في البحر الأبيض المتوسط.

## البعثة البحرية العثمانية إلى سومطرة (1568-1569م)
في عام 1565م، وبسبب الأعمال العدوانية البرتغالية، أعلن سلطان آتشيه القوي «علاء الدين القهار» الولاء للإمبراطورية العثمانية وأرسل سفارة بطلب مساعدة السلطان العثماني سليمان القانوني. وكانت الملاحة البحرية في المحيط الهندي خطرة على التجار المسلمين بسبب الأعمال العدائية للبرتغاليين في البحار بتلك المنطقة.

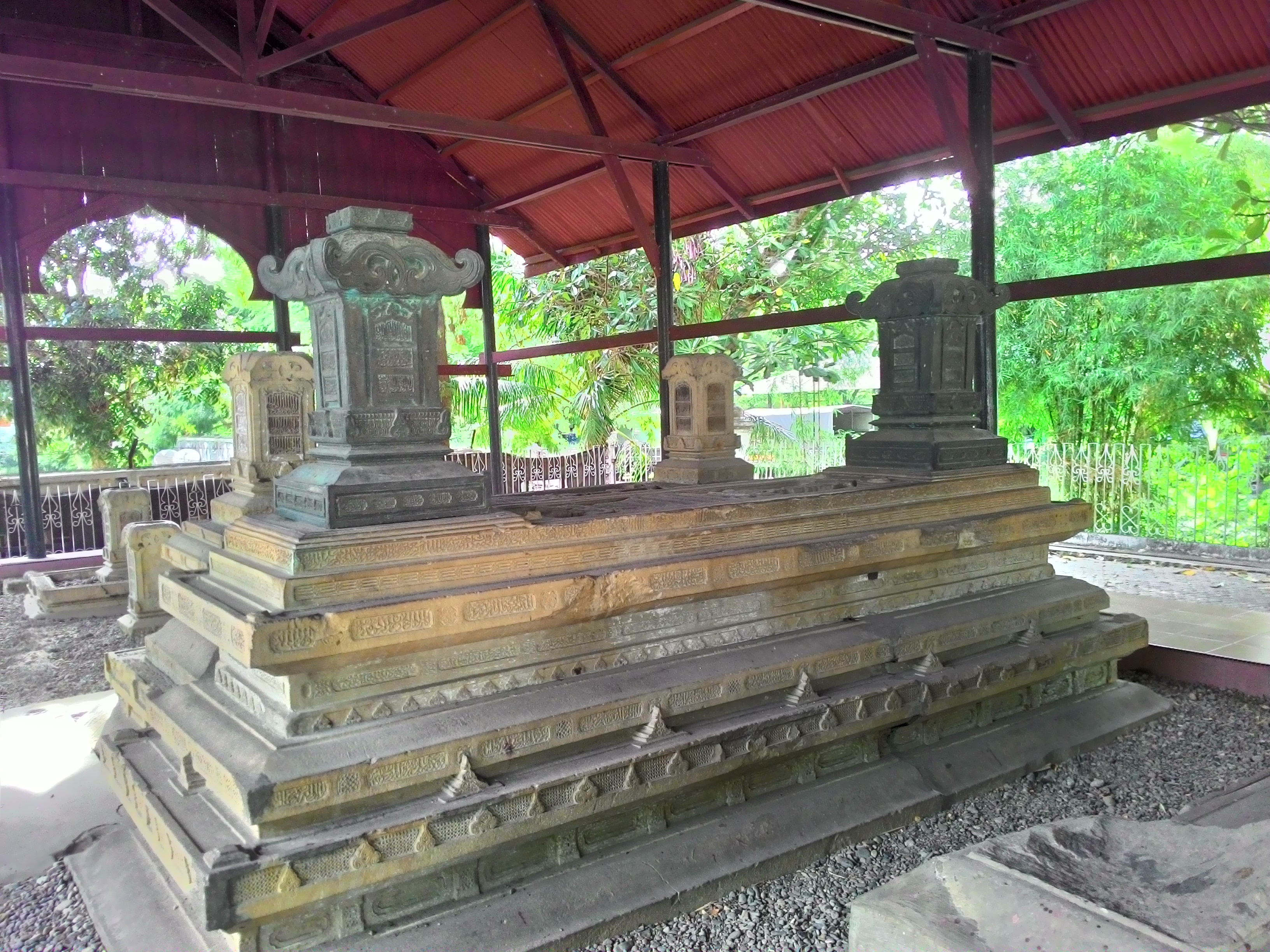
قبر سلطان آتشيه علاء الدين القهار.

استقبل سفارة السلطان علاء الدين الصدر الأعظم صقللي محمد باشا بسبب غياب السلطان سليمان القانوني الذي كان متوجها إلى معركة سيكتوار، آخر حملة عسكرية له من أجل الدفاع عن أرضه من العدوان البرتغالي. ولأن السلطان سليمان القانوني توفي أثناء حصار مدينة سيكتوار في 7 سبتمبر 1566 لأسباب طبيعية فإن ابنه السلطان سليم الثاني هو الذي أرسل البعثة البحرية العثمانية إلى سومطرة، وعيّن كوردوغلو خضر ريس قائدا لهذه المهمة.
كان كوردوغلو خضر ريس القائد العام للأسطول البحري العثماني في المحيط الهندي وكان مقر الأسطول في السويس بمصر، مع غيرها من مرابط السفن في عدن والبصرة. في عام 1568م أبحر مع قوة من 22 سفينة تحمل الجنود والمعدات العسكرية والإمدادات الأخرى، فزار عدن، جيبوتي، مسقط، هرمز، ديبل، سورة، جانجيرا، سري لانكا ثم وصل في آتشيه عام 1569م، وهو حدث شهد عملياً التوسع الإقليمي الشرقي للإمبراطورية العثمانية، وقد ذكر ذلك غريمه الرحالة البرتغالي فرناو مندش بنتو.
وفي نفس الأثناء أبلغت الدولة العثمانية مملكة البرتغال أن آتشيه أصبحت منذ ذلك الوقت أراضٍ عثمانية وأن أي هجوم ضد آتشيه سوف ينظر إليه على أنه هجوم ضد الإمبراطورية العثمانية، فأوقف الأسطول البرتغالي أنشطته في المناطق المحيطة بآتشيه.
بقيت آتشيه عملياً محمية عثمانية حتى أواخر القرن 18، ثم حليفة للإمبراطورية العثمانية حتى عام 1904م عندما ذهبت إلى حد كبير تحت السيطرة الهولندية. أجراس العديد من الكنائس الهولندية في آتشيه مصنوعة من المدافع العثمانية المذابة، ومنهم من لا يزال يحمل الشعار العثماني الذي كان في الأصل على هذه المدافع.